# Johann Jakob Baumann (General)
Johann Jakob Baumann (* 29. April 1773 in Herisau; † 28. Oktober 1830 in Goiás Velho, Provinz Goiás, Brasilien; heimatberechtigt in Herisau) war ein Schweizer Militär in englischen, portugiesischen und später kaiserlich brasilianischen Diensten aus Appenzell Ausserrhoden.

## Leben
Johann Jakob Baumann war ein Sohn des Hans Jakob Baumann, Landwirt, und der Anna Maria Baumann geborene Mettler. Seine erste Frau war eine adelige Portugiesin unbekannten Namens. Danach heiratete er Leonora Cantofer. Johann Jakob Baumann begann seine militärische Laufbahn 1791 als Leutnant in einem der beiden sardinischen Bataillone des Regiments Glarus-Appenzell Schmid, wo er sich im Abwehrkampf gegen die französischen Truppen auszeichnete. Von 1796 bis 1798 befand er sich in englischen Diensten. 
Danach fand ein Wechsel nach Portugal statt, wo Johann Jakob Baumann vorerst als Offizier im Regiment Lippe und ab 1800 als Hauptmann in der königlichen Leibwache diente. Mit dieser folgte er 1807 der Königsfamilie ins Exil nach Brasilien, wo er immer weiter befördert wurde: 1810 zum Oberst, 1818 zum Brigadier, 1824 zum interimistischen Militärgouverneur der Provinz São Paulo, 1826 zum Militärgouverneur (portugiesisch governador das armas) der Provinz Goiás und später in den Rang eines Generals.
Vermutlich wurde Johann Jakob Baumann durch Kaiser Peter I. von Brasilien nach 1822 in den Adelsstand erhoben. Er war Kommandeur des portugiesischen Christusordens. Er verstarb in Goiás Velho.